# Selección de waterpolo de Hungría

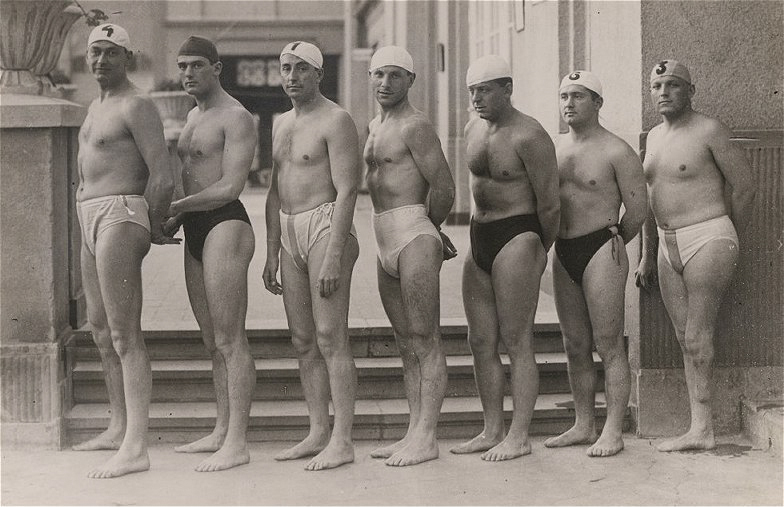
La selección masculina de waterpolo de Hungría es el equipo de waterpolo que representa a Hungría en las competiciones de selecciones nacionales masculinas de waterpolo.
Es una de las selecciones más exitosas de la historia. Ha logrado nueve medallas de oro en los Juegos Olímpicos, además de tres platas y cuatro bronces. En tanto, ha ganado el Campeonato Mundial tres veces en 1973, 2003, 2013, y ha obtenido el segundo puesto siete veces en 1975, 1978, 1982, 1982, 2005, 2007 y 2017.
En la Copa Mundial, Hungría ha logrado el primer puesto en 1979, 1995, 1999 y 2018, el segundo puesto en 1993, 2002, 2006 y 2014, y el tercero en 1989 y 1997. En la Liga Mundial, ha obtenido el primer puesto en 2003 y 2004, y el segundo puesto en 2005, 2007, 2013, 2014 y 2018.
Por su parte, Hungría lidera el historial del Campeonato Europeo de Waterpolo, con 13 primeros puestos, seis segundos y seis terceros.